# 지하가 (일본사)
지하가 (일본어: 地下家 じげけ[*])는 승전이 허용되지 않은 조정 신하의 가격이다. 에도시대에 약 460가가 있었다.
상세 내용은 「지하인」을 참고

## 역사
승전은 천황의 일상생활 공간인 세이료덴(清涼殿) 남쪽 행랑에 있던 덴죠노마(殿上間)에 오르는 것으로 공경 이외의 승전을 허락받은 자를 전상인(殿上人), 허락 받지 못하는 자를 지하인이라 했다. 9세기 (헤이안 시대 중기) 이후, 승전이 허용되는지가 조정의 신분제도로서 중요한 의미를 갖게 되었지만, 처음에는 천황과의 사적인 관계에 따라 개인에게 허용되었다. 그러나, 공가사회에서 세습과 선례 중시의 경향이 강해짐에 따라, 승전이 허용될지, 어느 단계에서 허용될지는 출신자(가격)에 따라 대략 결정된다. 중세 이후에는, 승전이 허용되는 가문 (당상가)와 승전이 허용되지 않는 가문 (지하가)라는 가격이 명확하게 구분되면서 지하가의 개념이 성립했다. 후에는 지하가의 조정 신하가 3위에 올라도 승전은 허용되지 않게 되었다.